# Financiamento climático na Austrália

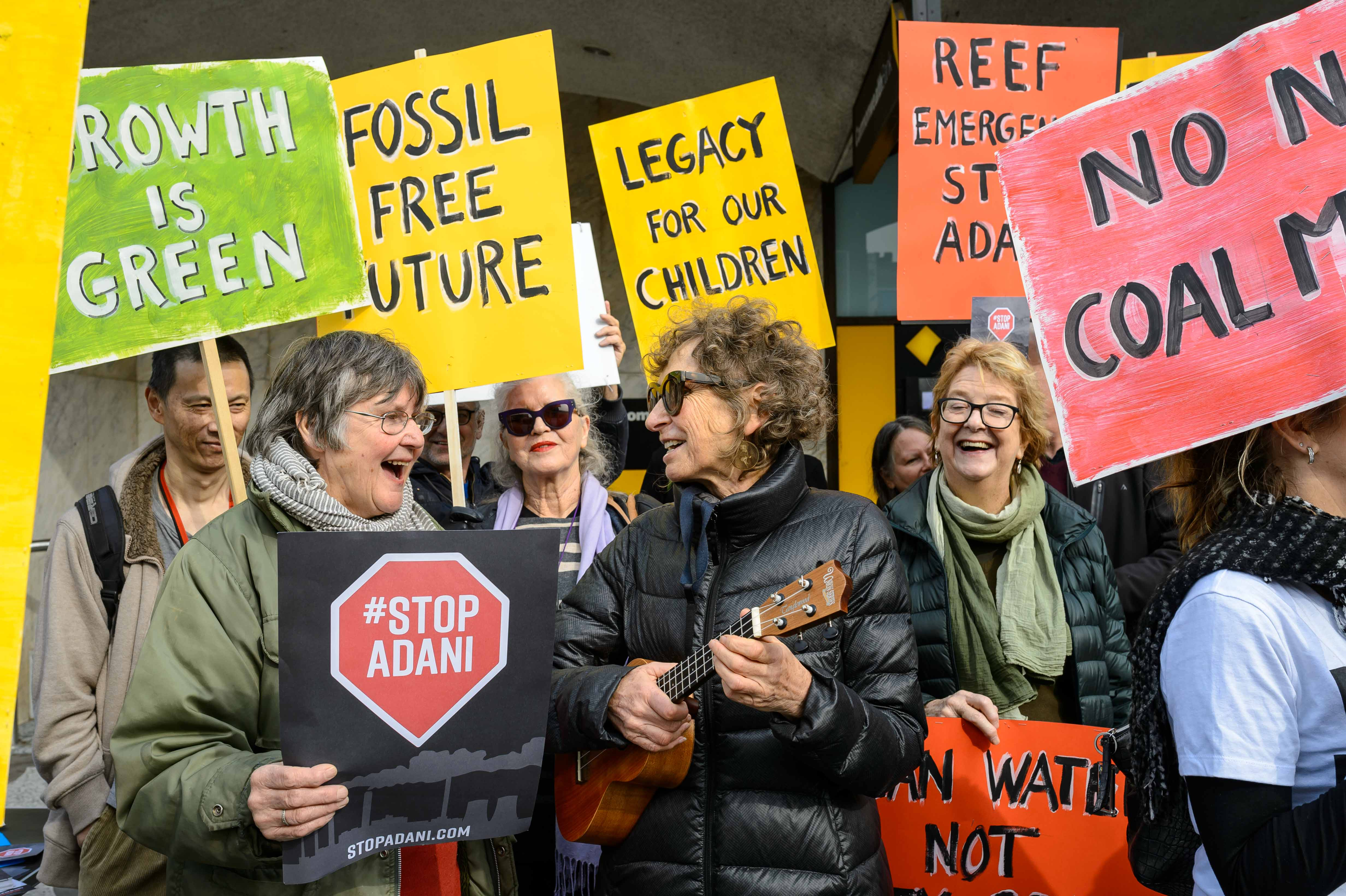
Protesto em Melbourne, no ano de 2017, contra o aumento da exploração de carvão mineral e em prol do desenvolvimento sustentável.

O financiamento climático na Austrália refere-se aos recursos e mecanismos financeiros mobilizados pelo país para reduzir emissões de gases de efeito estufa, adaptar-se aos impactos das mudanças climáticas e apoiar nações vulneráveis, especialmente no Pacífico e no Sudeste Asiático. Como maior exportadora global de carvão mineral, a Austrália enfrenta o desafio de equilibrar sua histórica dependência de combustíveis fósseis com a transição para energias renováveis, além de proteger setores como a agricultura, impactada por eventos extremos como secas e incêndios florestais.
O financiamento climático australiano estrutura-se em três pilares: políticas domésticas (como incentivos a energias limpas), cooperação bilateral com países insulares (por meio de infraestrutura resiliente e segurança marítima) e participação em acordos internacionais, como o Acordo de Paris. No entanto, críticos destacam contradições, como a expansão contínua de minas de carvão e subsídios ao setor, que contrastam com metas climáticas consideradas modestas diante da emergência global.
Apesar de avanços recentes, como o tratado com Tuvalu para garantir direitos de migração climática, persistem desafios como a influência de grupos antiambientalistas, a preferência por um modelo de empréstimos sobre um de doações a países vulneráveis, e a tensão geopolítica com a China na região do Pacífico. Enquanto isso, eventos extremos — como a temporada de incêndios de 2019-2020, que queimou uma área equivalente ao território da Coreia do Sul — pressionam por ações mais ambiciosas e financiamento direcionado à adaptação de comunidades costeiras e ecossistemas ameaçados.

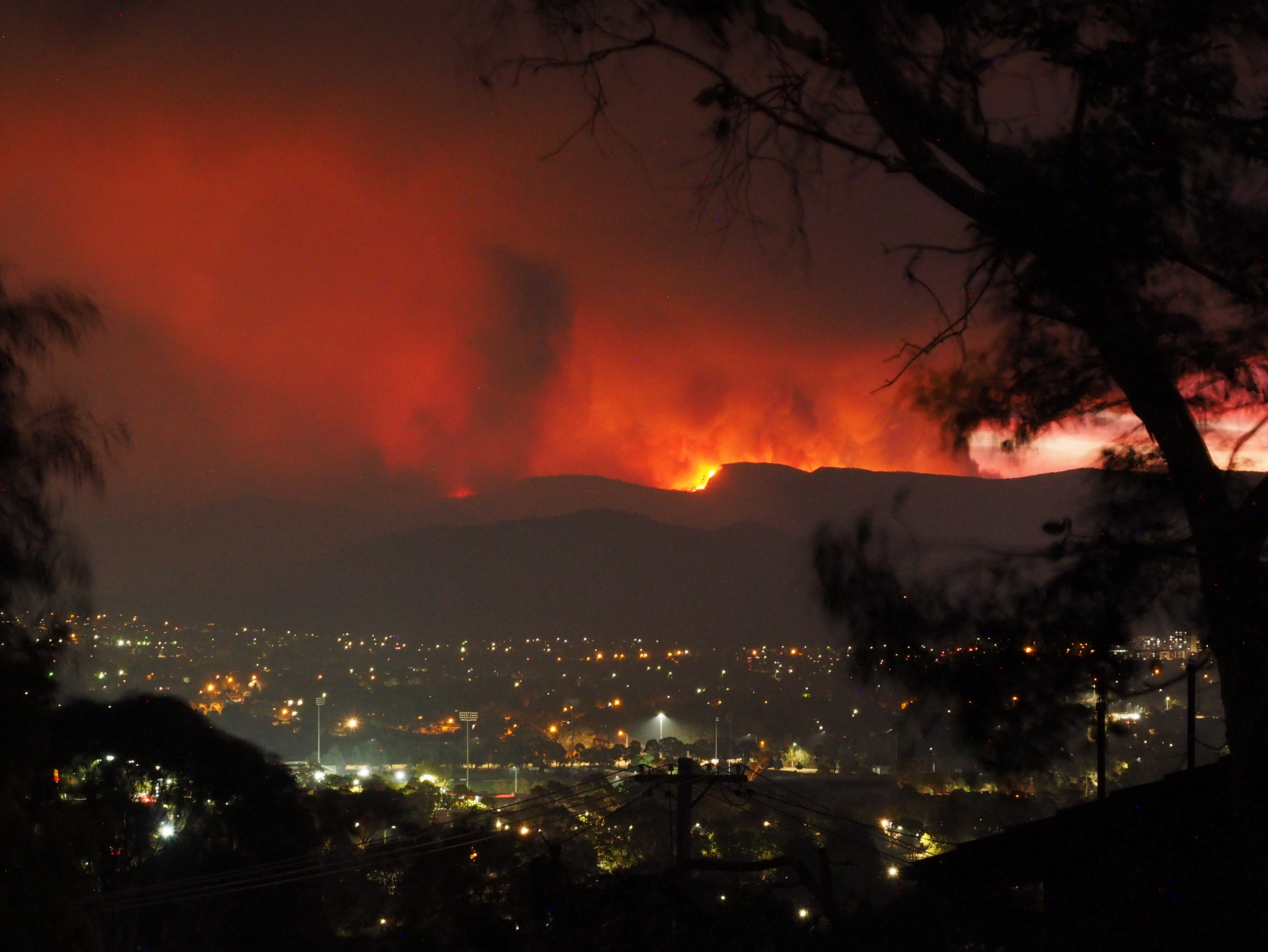
Visão de incêndios florestais na região sul de Camberra, durante a Temporada de incêndios na Austrália de 2019–2020.

### Impacto das mudanças climáticas
A Austrália enfrenta desafios climáticos significativos, com impactos crescentes desde o final do século XX. O país tem experimentado um aumento médio de temperatura superior a 1,4°C desde 1910, com aquecimento acelerado nas últimas décadas. Essa mudança tem levado a eventos extremos mais frequentes, como ondas de calor, secas prolongadas, incêndios florestais devastadores e alterações nos padrões de precipitação.
As regiões do sudoeste e sudeste australiano têm sofrido reduções de 10-20% nas chuvas desde os anos 1970, enquanto o norte apresenta maior variabilidade. Projeções indicam que até 2070, as temperaturas podem subir entre 1°C e 6°C, dependendo dos níveis de emissões globais, com impactos severos nos ecossistemas e na economia. A elevação do nível do mar, estimada entre 8-88 cm até o final do século XXI, ameaça comunidades costeiras e infraestruturas, com cerca de 700.000 propriedades em risco de inundação.

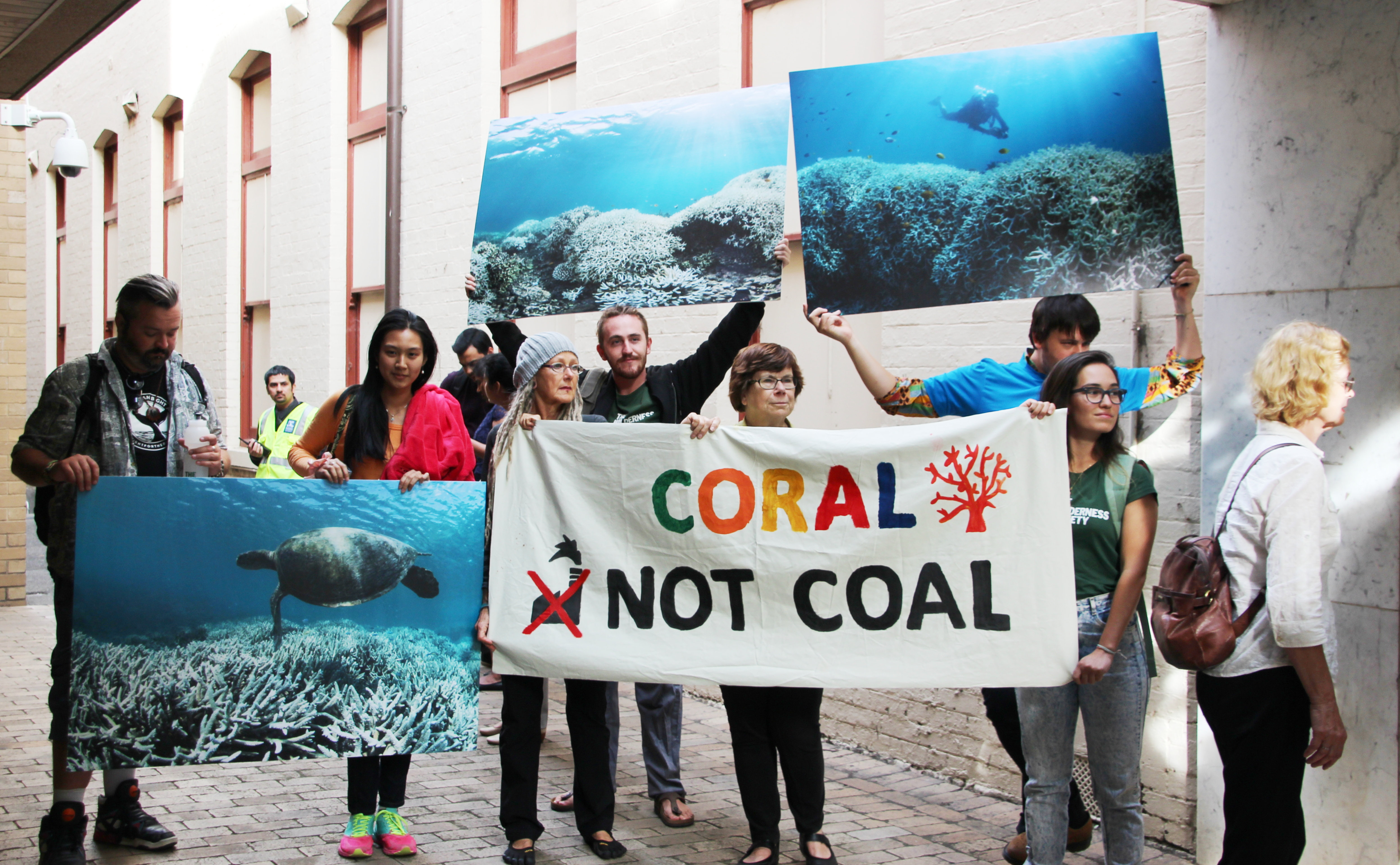
Ambientalistas australianos protestando em 2016 contra o impacto da indústria de exploração de carvão mineral da Austrália no processo de branqueamento de corais.

A Grande Barreira de Coral, patrimônio natural e econômico vital, tem sofrido branqueamento em massa recorrente devido ao aquecimento dos oceanos. Estudos sugerem que com 1-2°C adicionais, 97% dos corais poderiam branquear anualmente. Os incêndios florestais também se intensificaram - a temporada 2019-2020 queimou mais de 10 milhões de hectares, com perdas de 3 bilhões de animais e custos econômicos superiores a AU$ 5 bilhões.
As comunidades indígenas do país são particularmente vulneráveis, representando 30% da população da região Norte, onde os impactos climáticos são mais agudos. Sua dependência de terras tradicionais para subsistência e cultura os expõe diretamente a secas, inundações e erosão costeira.

### Economia

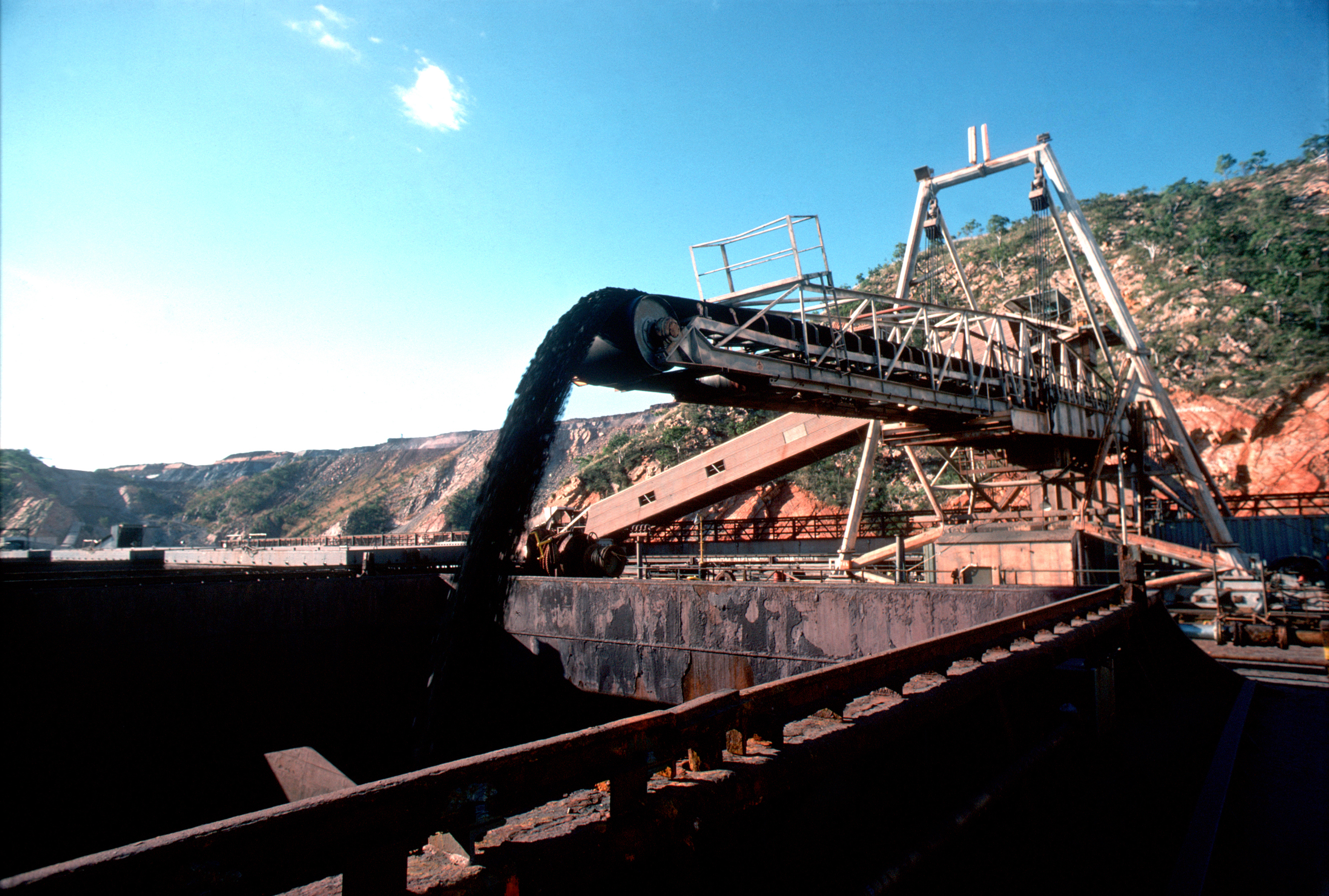
Fotografia de transporte de carvão mineral em Nova Gales do Sul. O carvão mineral é a principal commodity produzida pela Austrália, e principal causa de emissão de gases de efeito estufa no país.

A economia australiana possui uma relação histórica profundamente entrelaçada com a exploração de recursos minerais, especialmente o carvão, que moldou a estrutura produtiva e inserção internacional do país. Desde o período colonial, governos estaduais e federal estabeleceram uma forte aliança com a indústria carbonífera, concedendo direitos de exploração, subsídios e infraestrutura, consolidando uma dependência econômica que persiste até hoje.
O carvão tornou-se central na geração de energia doméstica e nas exportações australlianas, com o Estado exercendo controle sobre licenças de mineração e arrecadando royalties — que variam entre 6,2% e 10%, dependendo do tipo de extração e do estado do minério. Essa relação foi fortalecida pela elevada participação de capital estrangeiro no setor de mineração, incentivando uma orientação exportadora e a utilização de equipamentos importados. Algumas análises apontam que este modelo favorece a rentabilidade do setor privado em relação a outras prioridades sociais e ambientais.

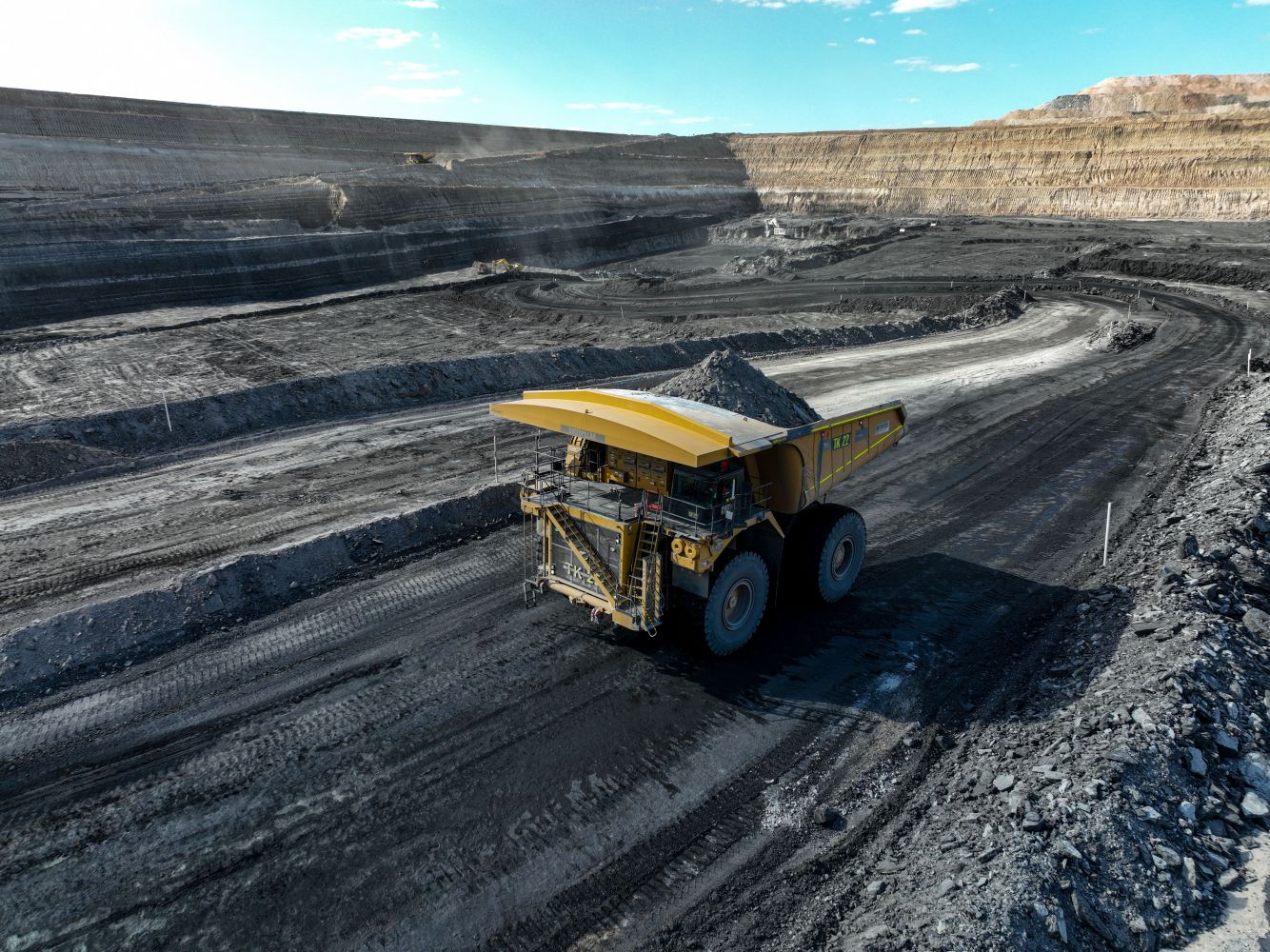
Caminhão Caterpillar transportando sobrecarga na mina de carvão mineral Carmichael, em Queensland, aberta em 2019, operada por uma empresa do grupo Adani.

No século XXI, a estrutura econômica australiana é marcada pelo poder estrutural do setor de combustíveis fósseis, responsável por 28,7% do valor total das exportações do país entre 2010 e 2020, com o carvão representando 17,3% desse montante. De acordo com especialistas, esta influência é presente na forma de lobbies feitos por representantes da indústria carbonífera para políticos australianos: um estudo de 2017 afirmou que, entre 2006 e 2016, a indústria mineral doou 16,6 milhões de dólares australianos a partidos políticos no país, enquanto executivos do setor ocuparam cargos-chave no governo, como o ex-CEO do Conselho de Minerais da Austrália, Brendan Pearson, que se tornou assessor do primeiro-ministro Scott Morrison em 2019. A aprovação da mina de carvão Carmichael, em Queensland, em 2019  exemplifica a manutenção de uma lógica econômica baseada no extrativismo, mesmo diante de alertas sobre os impactos das emissões de CO₂ causada pela indústria carbonífera.
A dependência do carvão criou entraves na política climática australiana, dificultando a transição para energias renováveis. Governos sucessivos, tanto da Coalizão Conservadora quanto do Partido Trabalhista, priorizaram a expansão de portos carboníferos e a exportação de gás natural, enquanto movimentos sociais e ambientais pressionam por medidas mais enérgicas e imediatas em direção à transição energética.
Esta inércia tem implicações globais: as usinas de carvão são responsáveis por 20% das emissões mundiais de gases de efeito estufa — mais do que qualquer outra fonte isolada —, e cerca de 300 novas plantas estão previstas para entrar em operação globalmente até 2027, a maioria em economias emergentes. A Austrália, como maior exportadora de carvão do mundo, alimenta diretamente essa cadeia, mesmo com projeções da Agência Internacional de Energia (AIE) indicando que o cumprimento das metas climáticas globais exige o fim imediato de novos projetos de exploração de combustíveis fósseis.
A inércia é reforçada por narrativas midiáticas pró-carboníferas, que minimizam impactos climáticos e destacam benefícios econômicos da indústria, contrastando com a crescente rejeição pública do setor nas redes sociais. Além disso, subsídios governamentais ao carvão — que totalizaram 18 bilhões de dólares globalmente em 2020 — perpetuam a competitividade artificial do setor, desviando recursos que poderiam financiar transições energéticas justas. Enquanto isso, a AIE estima que investimentos em energia limpa precisariam triplicar até 2030 (chegando a 5 trilhões de dólares anuais) para compensar o declínio planejado do carvão, algo ainda distante na política australiana.
Essa dinâmica contribuiu para falhas repetidas no cumprimento de metas climáticas. Apesar de compromissos como o Acordo de Paris (2015), que exigiria cortes de 45-65% nas emissões até 2030, a Austrália manteve uma meta modesta de 26-28%, dependente de créditos questionáveis do Protocolo de Quioto. Setores como transporte e energia continuaram a aumentar emissões desde 1990, enquanto a falta de mecanismos eficientes — como a extinção da precificação de carbono em 2014 — reflete a influência de setores conservadores dentro do governo, que veem ações climáticas como ameaças econômicas.

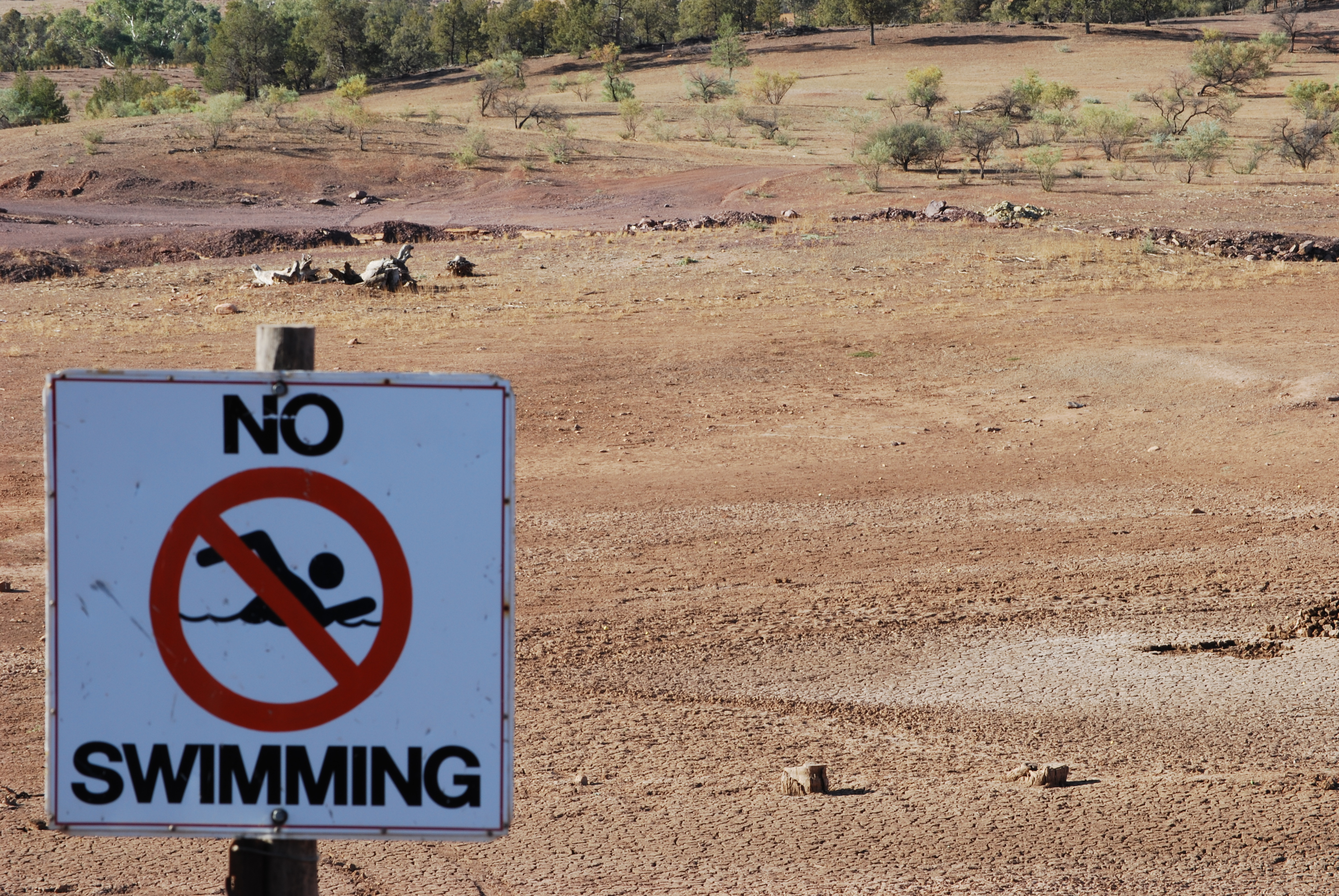
Uma placa de "proibido nadar" ao lado de um corpo de água vazio, durante um período de seca em 2007, no sul da Austrália. O aumento da frequência e duração dos períodos de seca com a crise climática são um dos grandes riscos para a agricultura australiana.

Economicamente, a agricultura - setor crucial para exportações - já registra redução de 22% na lucratividade devido às mudanças climáticas. Projeções para 2070 indicam que, em cenários de alto aquecimento, a produção de trigo poderá cair 32%, enquanto as perdas pecuárias por parasitas podem aumentar 128%.
A combinação de interesses corporativos, estruturas políticas fragmentadas e dependência de receitas do carvão mantém o país em um ciclo de políticas climáticas insuficientes, dificultando o financiamento e a transição para uma economia de baixo carbono. Os impactos já visíveis em setores-chave como a agricultura, somados às projeções de agravamento, evidenciam a urgência de realinhar incentivos econômicos e priorizar investimentos em adaptação e mitigação do clima.
Sem uma mudança estrutural, a Austrália continuará a contribuir para um cenário global onde o carvão — responsável por um terço da eletricidade mundial — sustenta emissões incompatíveis com a estabilização do clima, aprofundando crises econômicas e ecológicas.

### Antes do Acordo de Paris (2009-2014)

#### Assumindo compromissos internacionais
A trajetória do financiamento climático na Austrália reflete a tensão entre os compromissos internacionais assumidos e as instabilidades políticas domésticas na política do clima. Após o Acordo de Copenhague (2009) e os Acordos de Cancún (2010), os países signatários estabeleceram a meta global de US$ 100 bilhões anuais a serem investidos no combate às mudanças climáticas até 2020. A Austrália posicionou-se como principal doador no Pacífico, canalizando recursos bilaterais para projetos de adaptação e resiliência em Pequenos Estados Insulares em Desenvolvimento.
Neste contexto, iniciaram-se as discussões para detalhar e desenvolver mecanismos para que o país cumprisse sua parte na meta global de mobilizar 100 bilhões de dólares anuais até 2020 para ações climáticas em países em desenvolvimento. Entre as propostas discutidas, estava a criação de instrumentos econômicos vinculados a setores emissores, como a taxação de combustíveis para aviação e transporte marítimo, considerada tecnicamente viável mesmo em nível unilateral. Outra proposta era a implementação de um imposto simbólico de 5 dólares por tonelada sobre as exportações de carvão mineral — principal commodity do país, que gerou receitas de 43 bilhões de dólares em 2010-2011 — o que cobriria integralmente as obrigações climáticas australianas sob os acordos internacionais.

#### Mudanças na política climática durante o governo Abbott

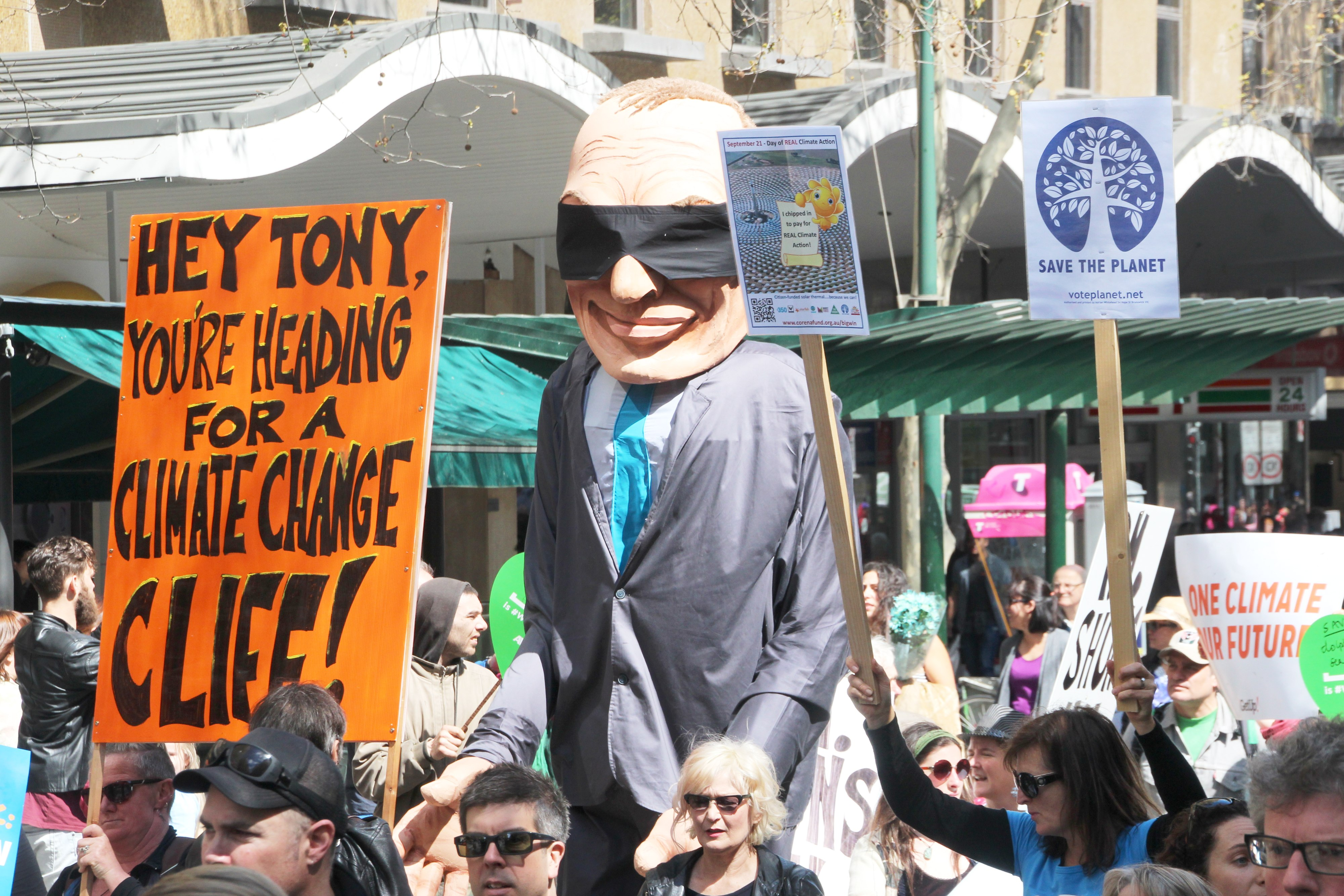
Cartaz com críticas à política climática do governo do primeiro-ministro Tony Abbott na Austrália, durante um protesto em Melbourne em 21 de setembro de 2014.

A governança institucional desse financiamento sofreu rupturas significativas em 2014, quando o governo conservador de Tony Abbott extinguiu a Agência Australiana de Desenvolvimento Internacional (AusAID), incorporando-a ao Departamento de Negócios Estrangeiros e Comércio (DFAT). A fusão resultou na demissão de 500 funcionários e na perda de expertise técnica, incluindo especialistas em clima, fragilizando a integração transversal de metas ambientais nas políticas de ajuda externa. Foram também criticados medidas como a extinção da taxa de carbono (implementada em 2012 pelo governo trabalhista de Julia Gillard), o fechamento da agência de incentivo a energias renováveis e cortes orçamentários em pesquisa climática na CSIRO (Organização de Pesquisa Científica e Industrial da Commonwealth) representaram um recuo nas políticas climáticas.
Documentos estratégicos pós-2014, como a Política de Proteção Ambiental (2014), reduziram menções a mudanças climáticas, tratando-as como subtema de "resposta a desastres", considerado um retrocesso em relação à abordagem holística vigente até 2013.

### Pós-Acordo de Paris (2015-)
A Austrália ratificou o Acordo de Paris em novembro de 2016, poucos dias antes da COP22 em Marraquexe, alinhando-se formalmente à meta global de limitar o aquecimento global a 1,5°C.
Contudo, sua adesão foi marcada por críticas à inadequação das metas domésticas: o compromisso de reduzir emissões em 26%–28% até 2030 (com base nos níveis de 2005) foi considerado incompatível com os objetivos do acordo, projetando um cenário de aquecimento de 3°C–4°C se seguido por outros países. Enquanto nações como Reino Unido e Canadá avançavam com políticas mais robustas (como a taxação nacional de carbono), a Austrália mantinha um arcabouço regulatório frágil, sem mecanismos eficazes de precificação de emissões após a extinção da taxa de carbono em 2014.

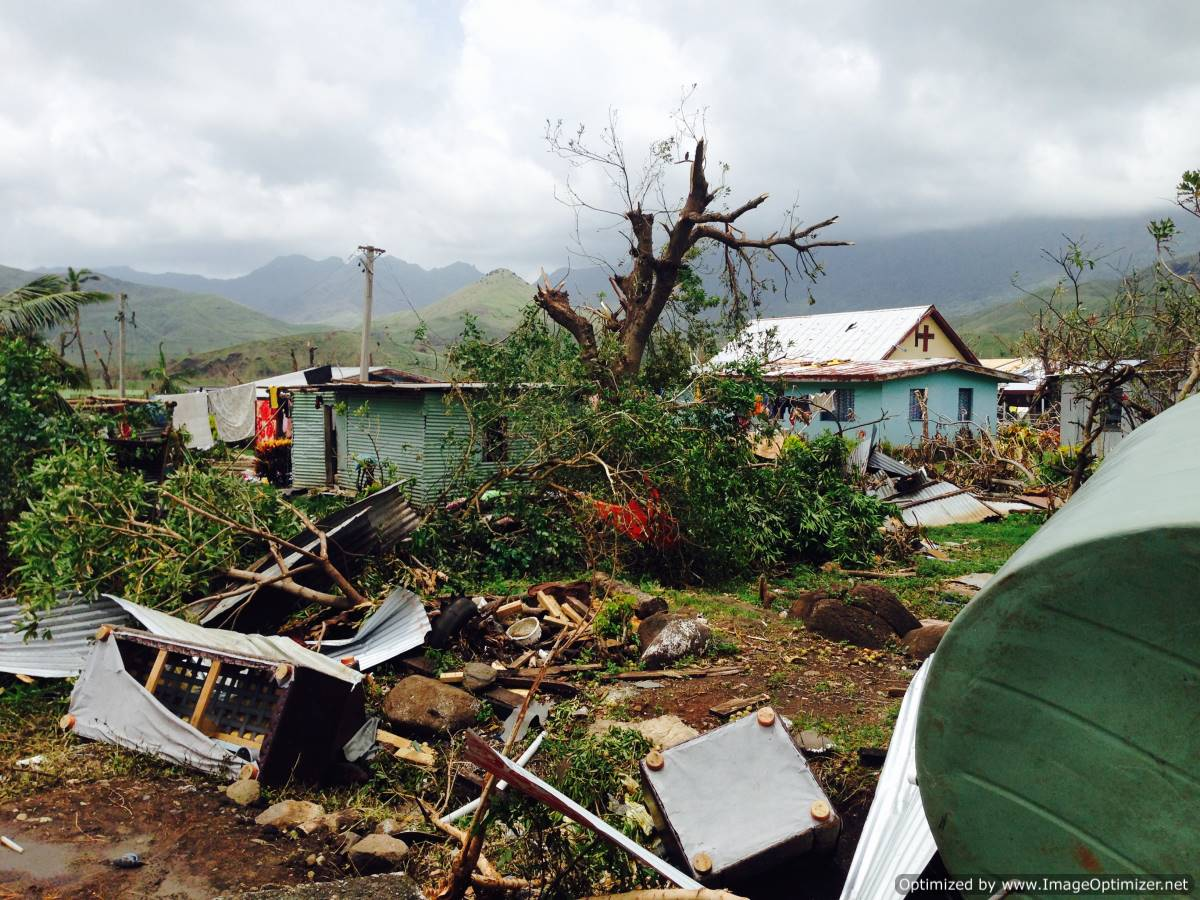
Destruição em Fiji após a passagem do Ciclone Winston, em 2016.

A dependência contínua do carvão mineral e a falta de transparência na contabilização de financiamento "novo e adicional" minaram a credibilidade australiana, especialmente diante de crises que exigiam respostas urgentes, como a devastação causada em Fiji pelo ciclone Winston em 2016.
Analistas também apontaram uma reorientação estratégica da Austrália após o Acordo de Paris, dando maior foco a investimentos Sudeste Asiático, enquanto iniciativas críticas para os países insulares do Pacífico, como a infraestrutura hídrica resiliente em Fiji, passaram a depender cada vez mais de fundos multilaterais como Fundo Verde para o Clima. A decisão australiana em não integrar o Fundo Verde até 2018 reforçou percepções de descompromisso com a justiça climática regional. Enquanto isso, a ajuda bilateral manteve-se concentrada em infraestrutura de baixa complexidade, como portos e estradas, com questionamentos sobre como tais projetos abordavam riscos climáticos de longo prazo.
Apesar de avanços pontuais, como o compromisso regional do estado de Nova Gales do Sul com emissões líquidas zero até 2050, a falta de coordenação federal e a descontinuidade de políticas deixaram o país à margem da transição energética global, comprometendo seu papel de liderança no Pacífico.

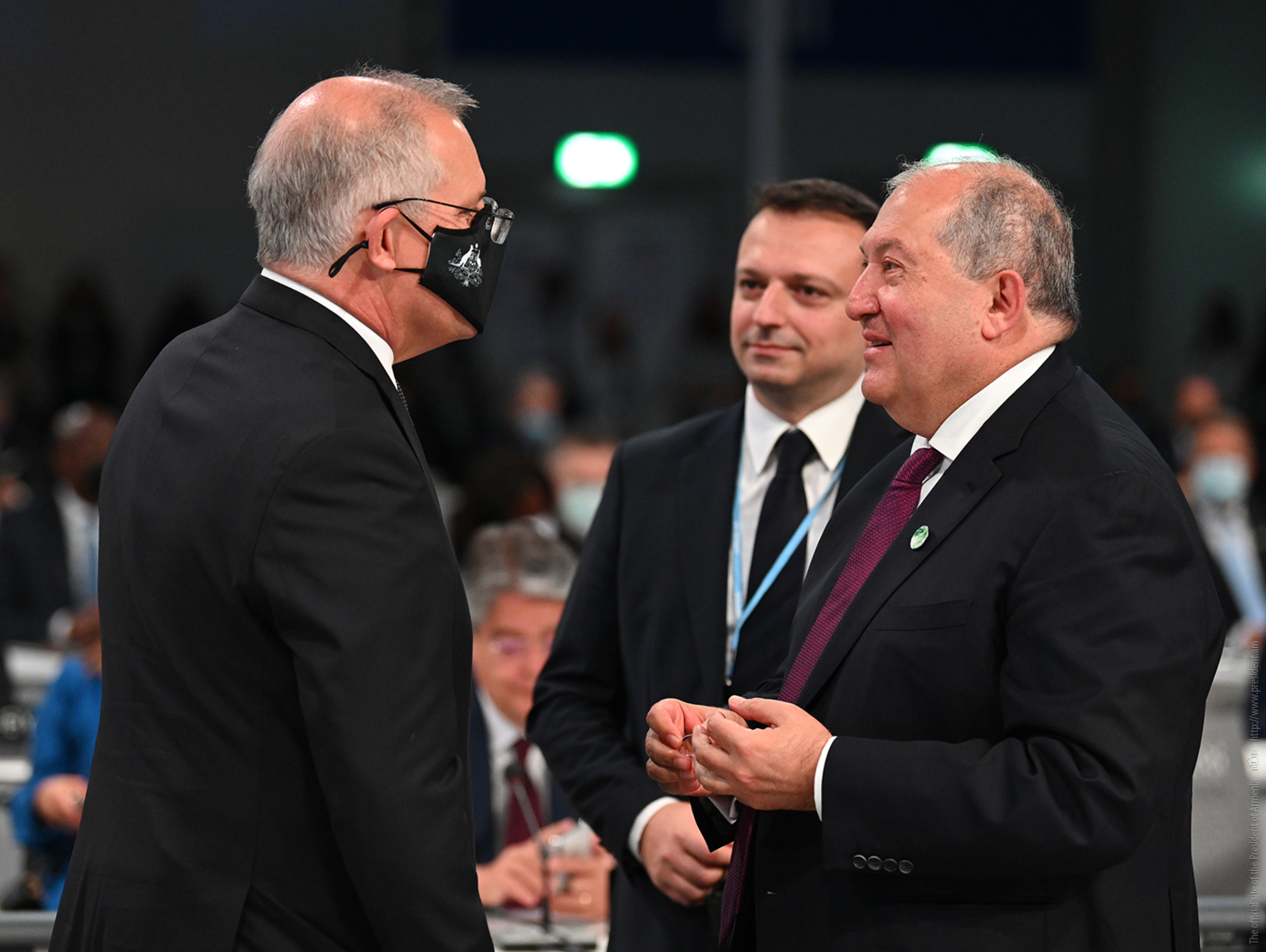
O primeiro-ministro da Austrália, Scott Morrison em conversa com Armen Sarkissian, presidente da Armênia, durante a COP-26.

A volatilidade política aprofundou-se com a publicação da "Climate Change Action Strategy" ("Estratégia de Ação Climática", em tradução livre, conhecido pela sigla CCAS) em 2019, sob o governo de Scott Morrison. Apesar de reconhecer a importância do Acordo de Paris, o documento manteve-se marginal nas políticas gerais de desenvolvimento. Paralelamente, críticos apontaram a preferência por empréstimos (54% do total) sobre doações no financiamento climático australiano, contrariando recomendações internacionais de priorizar subsídios para nações vulneráveis como Tuvalu e Kiribati, cujas dívidas externas limitam capacidade de endividamento.
Após a COP-22, pressionado a aderir a um fundo internacional para perdas e danos relacionados à crise climática, o país manteve ambiguidade: embora apoie mecanismos multilaterais, persiste na expansão de exportações de carvão, responsáveis por 60% de sua matriz energética, recebendo críticas acerca da falta coerência entre seu discurso ambiental e prática econômica.

## Financiamento público

### Clean Energy Finance Corporation

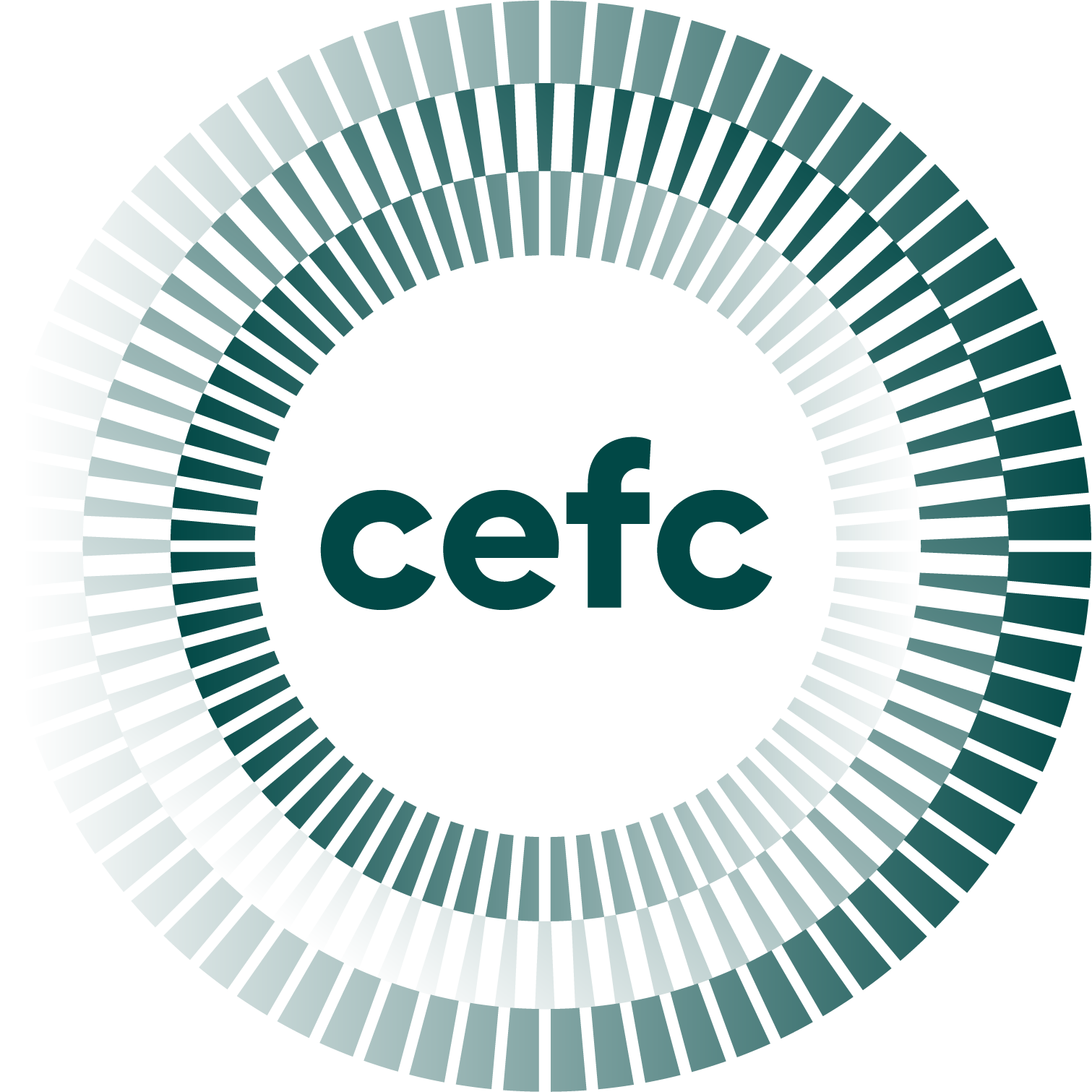
Logotipo do Clean Energy Finance Corporation.

O "Clean Energy Finance Corporation" (CEFC), criado em 2012 como parte do pacote "Clean Energy Future" do governo de Julia Gillard (do Partido Trabalhista Australiano), é um banco público de investimento que representa um dos pilares do financiamento climático na Austrália. Com um mandato inicial de AU$ 10 bilhões, sua missão é mobilizar capital privado para projetos de energia limpa e eficiência energética, operando em termos comerciais para superar as falhas de mercado em setores emergentes. Sua criação ocorreu em um contexto de extrema polarização política, onde o próprio reconhecimento das mudanças climáticas como questão pública era disputado. Ao contrário de modelos como o do Green Investment Bank britânico - que contou com consenso multipartidário - o CEFC enfrentou oposição feroz da Coalizão, que tentou extingui-lo em 2013 e 2015, refletindo divisões ideológicas sobre o papel do Estado na transição energética.

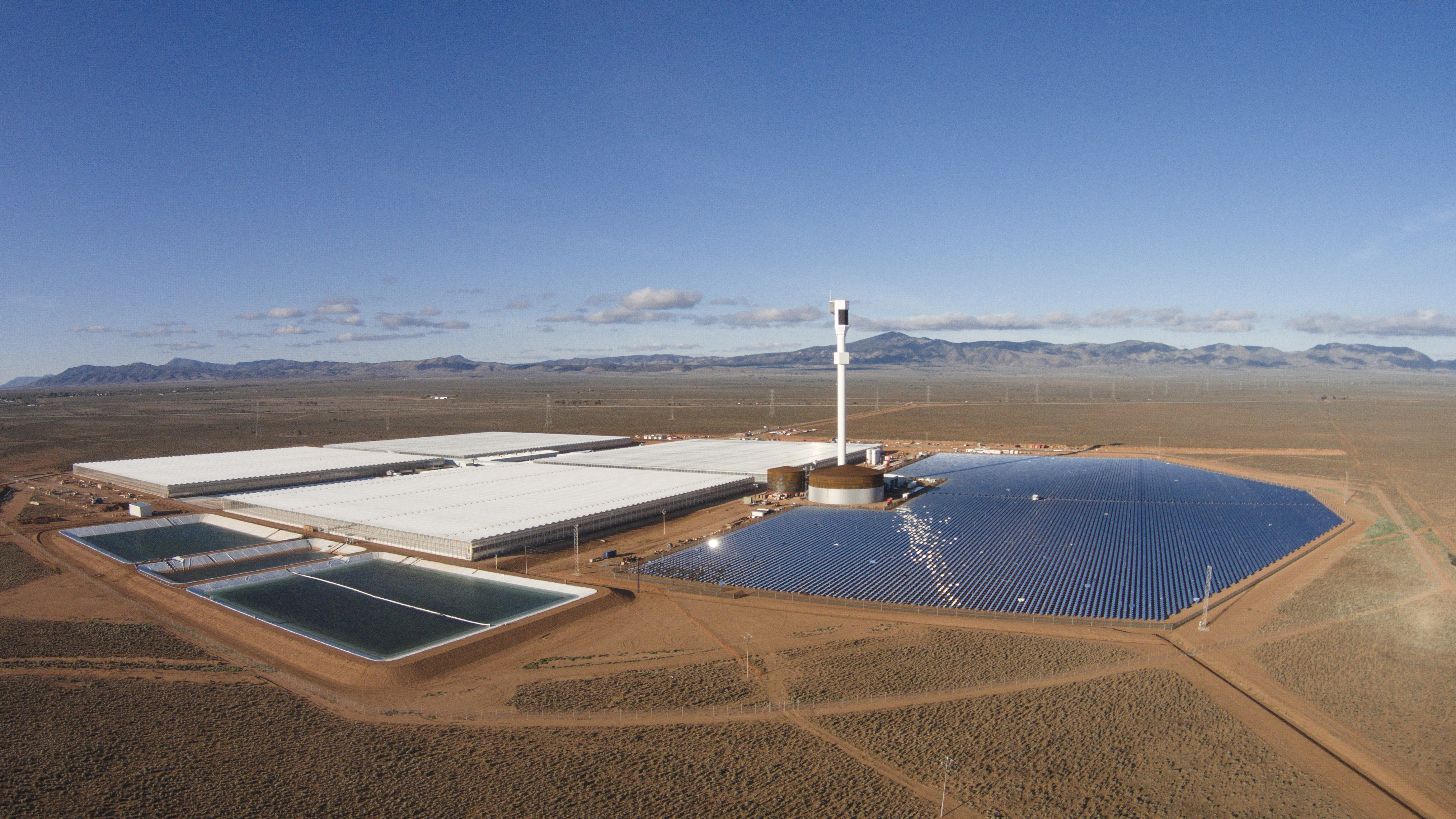
Estufas da Sundrop Farms em Port Augusta, na Austrália Meridional. Projeto de agricultura sustentável que combina energia solar térmica e dessalinização de água do mar para produção de tomates em larga escala, financiado pelo Clean Energy Finance Corporation em parceria com investidores privados e o governo sul-australiano.

O CEFC surgiu como resposta a desafios estruturais únicos do mercado australiano. Em um sistema financeiro dominado por quatro grandes bancos comerciais - que tradicionalmente evitavam riscos em energias renováveis - e marcado por políticas climáticas instáveis (como a revogação da taxa de carbono em 2014), a instituição assumiu um papel catalisador. Seu modelo combina empréstimos diretos a taxas de mercado para projetos solares e eólicos de grande escala com instrumentos inovadores, como programas de cofinanciamento com intermediários financeiros e emissão de títulos verdes.
Essa abordagem permitiu não apenas injetar capital, mas também construir confiança institucional e estimular a aprendizagem técnica em um setor ainda incipiente no país. Até o final de 2016, o banco já havia comprometido aproximadamente 3 bilhões de dólares australianos, ajudando a mobilizar cerca de 7 bilhões em investimentos totais. Sua taxa de alavancagem para este período, em que cada dólar investido pelo CEFC gerou dois dólares em investimento privado, demonstra sua capacidade de catalisar capital para setores negligenciados pelo mercado tradicional.
Apesar do sucesso operacional, o CEFC enfrenta críticas relacionadas a seu escopo e alcance. A exigência de rentabilidade similar a títulos governamentais +4-5% limita seu apoio a tecnologias experimentais, como hidrogênio verde, enquanto a concentração geográfica de 70% dos investimentos nos estados de Nova Gales do Sul e Queensland revela disparidades regionais no acesso a financiamento.
Contudo, após superar as tentativas de extinção, a instituição consolidou-se como peça-chave da política climática australiana. Em 2023, teve seu mandato ampliado para incluir armazenamento de energia e infraestrutura crítica, sinalizando sua adaptação às novas demandas por uma economia de baixo carbono.
A Austrália mantém parcerias estratégicas com países em desenvolvimento, especialmente na região do Oceano Pacífico e no Sudeste Asiático, para apoiar a implementação de planos de adaptação e resiliência. 

### Pacífico

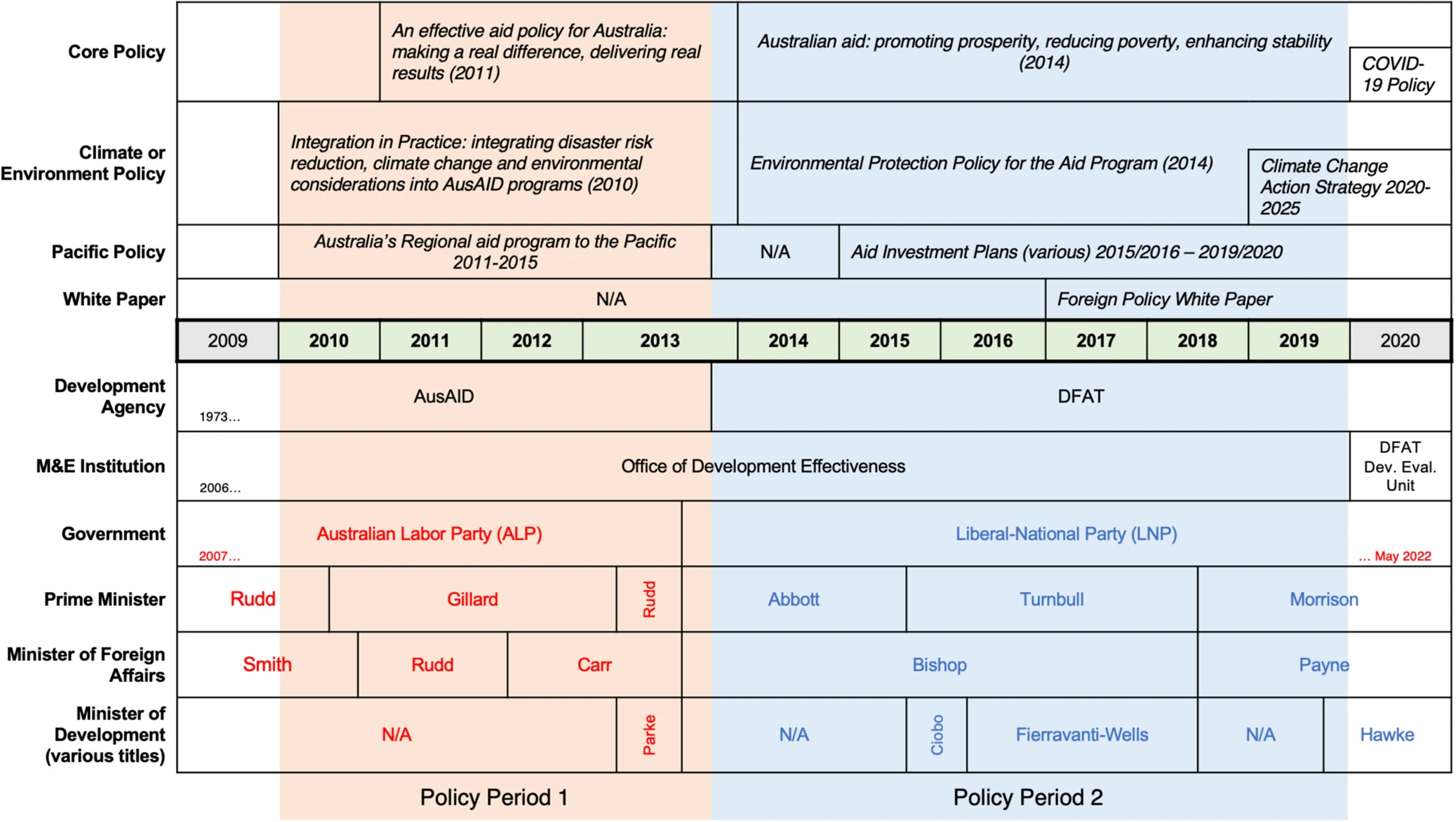
Linha do tempo, em inglês, das principais políticas e eventos relacionados ao financiamento climático da Austrália no Pacífico, incluindo mudanças de governo e marcos institucionais entre 2010 e 2019.

Em 2019, o então primeiro-ministro do país, Scott Morrison, anunciou a criação do AIFFP,  "Australian Infrastructure Financing Facility for the Pacific" (Mecanismo Australiano de Financiamento de Infraestrutura para o Pacífico, em tradução livre), órgão sob administração do Departamento de Negócios Estrangeiros e Comércio do governo australiano, responsável por buscar e financiar parcerias de investimento com países da região do Oceano Pacífico. O AIFFP, que mobilizou 2 bilhões de dólares australianos em financiamento, foi amplamente visto como uma resposta à crescente influência chinesa no Pacífico, marcada por investimentos em infraestrutura e empréstimos por meio de iniciativas como a chamada "Nova Rota da Seda". Paralelamente, a Austrália destinou AU$ 500 milhões de seu orçamento de ajuda internacional para energias renováveis e adaptação climática no Pacífico, como parte da estratégia "Pacific Step Up".
Além de infraestrutura, o país prioriza o investimento em segurança climática e marítima, com iniciativas como o Pacific Maritime Security Program (PMSP), que destina AU$ 2 bilhões em 30 anos para patrulhas marítimas e vigilância aérea contra pesca ilegal e tráfico em países como Timor-Leste, Fiji, Palau, Kiribati e Tonga. Esses esforços integram uma estratégia mais ampla de reforçar laços históricos e geopolíticos, descrita por Morrison como "nossa responsabilidade como família do Pacífico".

Mapa dos países-membros do Fórum das Ilhas do Pacífico em 2024.

Os países da região, por sua vez, membros do Fórum das Ilhas do Pacífico, vêm, desde a assinatura da Declaração de Biketawa  em 2000 (ampliada com a Declaração de Boe, em 2018), buscando aumentar a coordenação regional em resposta à crises, em especial destaque à crise climática e o consequente aumento do nível do mar, que coloca as populações dos países insulares em especial risco.
No entanto, a implementação de medidas regionais no combate às mudanças climáticas enfrentou resistência durante a reunião do Fórum das Ilhas do Pacífico de 2019, realizado em Tuvalu. A proposta inicial, denominada "Declaração de Tuvalu", exigia a proibição de novas minas de carvão e metas alinhadas ao limite de 1,5°C de aquecimento global estabelecido no Acordo de Paris. A Austrália, maior exportadora mundial de carvão (e principal fonte de emissões de gases de efeito estufa do país), opôs-se ao texto, que foi vetado, resultando na adoção da Declaração de Kainaki II, que substituiu obrigações por recomendações não vinculantes, como a "reflexão" sobre o fim de subsídios a combustíveis fósseis.
O impasse gerou críticas de líderes regionais, com o primeiro-ministro tuvaluano, Enele Sopoaga, acusando a Austrália de priorizar interesses econômicos sobre a sobrevivência das nações insulares. Já o primeiro-ministro de Fiji, Frank Bainimarama, destacou que a linguagem atenuada da declaração final agravaria riscos como inundações e perda de territórios. O episódio evidenciou a tensão entre a estratégia australiana de investir em infraestrutura e segurança marítima e as demandas por ações concretas contra emissões de gases de efeito estufa, principal reclamação de países como Kiribati e Ilhas Marshall, ameaçados pela elevação do nível do mar.
A partir de 2020, o tema da integração regional em resposta à crises se tornou relevante novamente em relação à pandemia de COVID-19, uma vez que houve graves crises econômicas em países da região dependentes de turismo, como Fiji (que teve uma queda de 20% no PIB em 2020) exigindo maior financiamento para evitar retrocessos em desenvolvimento e estabilidade. Neste contexto, a Austrália ampliou seu apoio com um pacote regional de AU$ 300 milhões para resposta à crise, além de AU$ 500 milhões para a distribuição de vacinas no Pacífico e Sudeste Asiático.

#### Tratado da União Falepili
Em novembro de 2023, foi assinado o "Tratado da União Falepili" entre Austrália e Tuvalu, descrito como o acordo mais significativo entre a Austrália e um parceiro do Pacífico desde a independência da Papua-Nova Guiné em 1975.
O tratado estabelece compromissos mútuos em temas como mudança climática, segurança e mobilidade, reconhecendo, inclusive, que a soberania de Tuvalu será mantida mesmo diante de uma catástrofe climática que torne o território inabitável — uma inovação jurídica sem precedentes no direito internacional. Além disso, o tratado criou um caminho migratório para até 280 tuvaluanos por ano viverem, estudarem e trabalharem na Austrália, em um modelo de "mobilidade com dignidade" frente à possibilidade do aumento significativo no número de refugiados climáticos no futuro próximo.
O tratado também prevê apoio da Austrália a projetos de adaptação costeira em Tuvalu, além de assistência em casos de desastres naturais ou pandemias, e estabelece que ambos os países devem concordar com futuros acordos de segurança ou defesa assinados por Tuvalu, reforçando o princípio de "família do Pacífico" que norteia a política externa australiana na região. Essa cláusula, ainda que minimizada por autoridades tuvaluanas, foi lida por analistas como uma forma de veto informal a eventuais parcerias militares com a China, considerada uma das principais forças antagônicas da Austrália no contexto da disputa por influência na região do Indo-Pacífico.

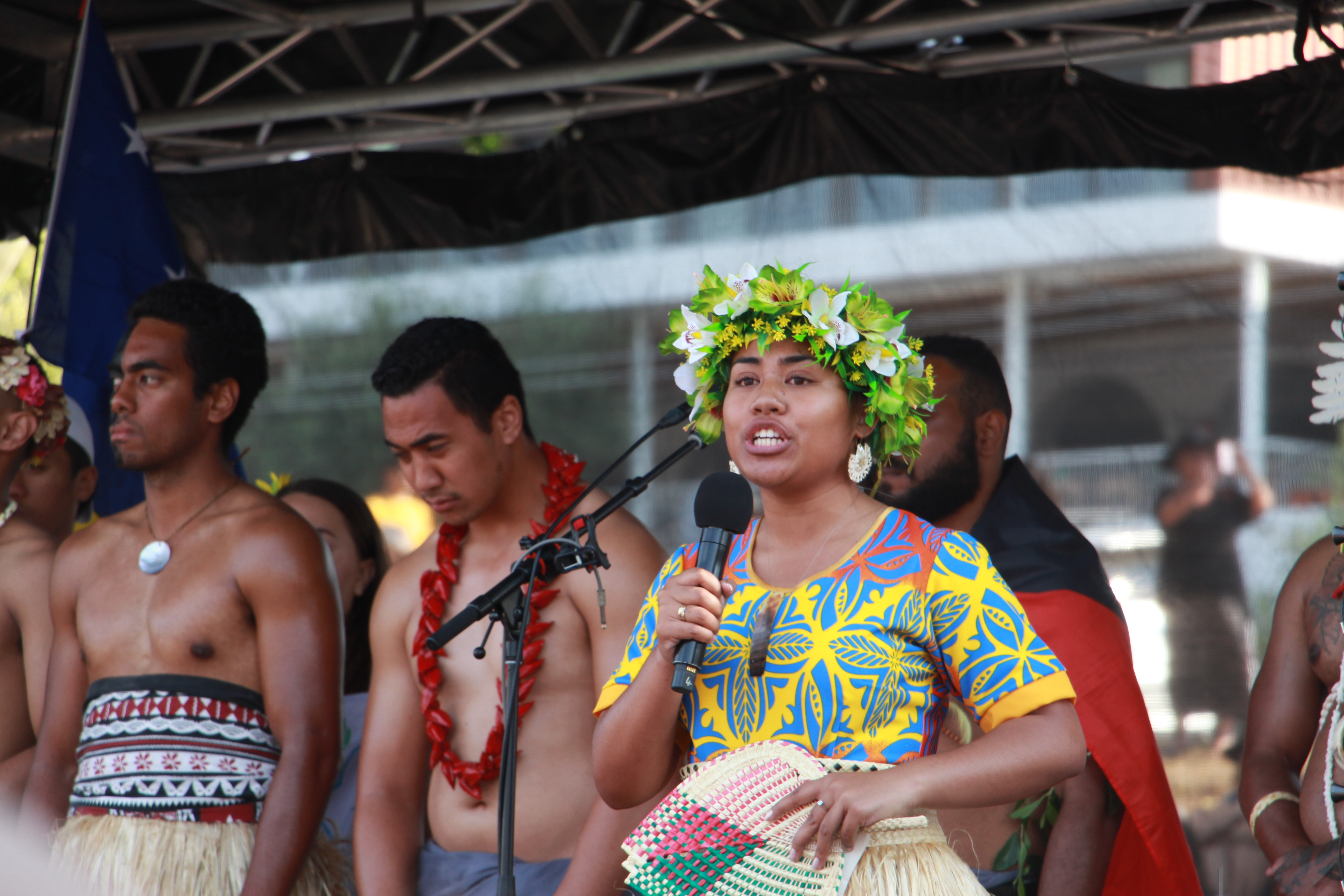
Protesto de um grupo de ativistas climáticos oriundos de países insulares do Pacífico em 2019, em Brisbane.

Apesar da inovação do tratado, membros da diáspora tuvaluana na Austrália expressaram insatisfação com a falta de consulta prévia por parte do governo de Tuvalu. Embora o governo australiano tenha conduzido reuniões com a comunidade tuvaluana em Brisbane, houve críticas à ausência de discussões profundas sobre os impactos sociais e financeiros da migração para os familiares já residentes na Austrália, responsáveis por acolher os recém-chegados. A implementação do tratado, segundo esses membros da comunidade, deveria refletir mais fielmente o princípio de "fale pili", palavra na língua tuvaluana que significa cuidado mútuo e vizinhança solidária.

### Sudeste Asiático

#### Indonésia

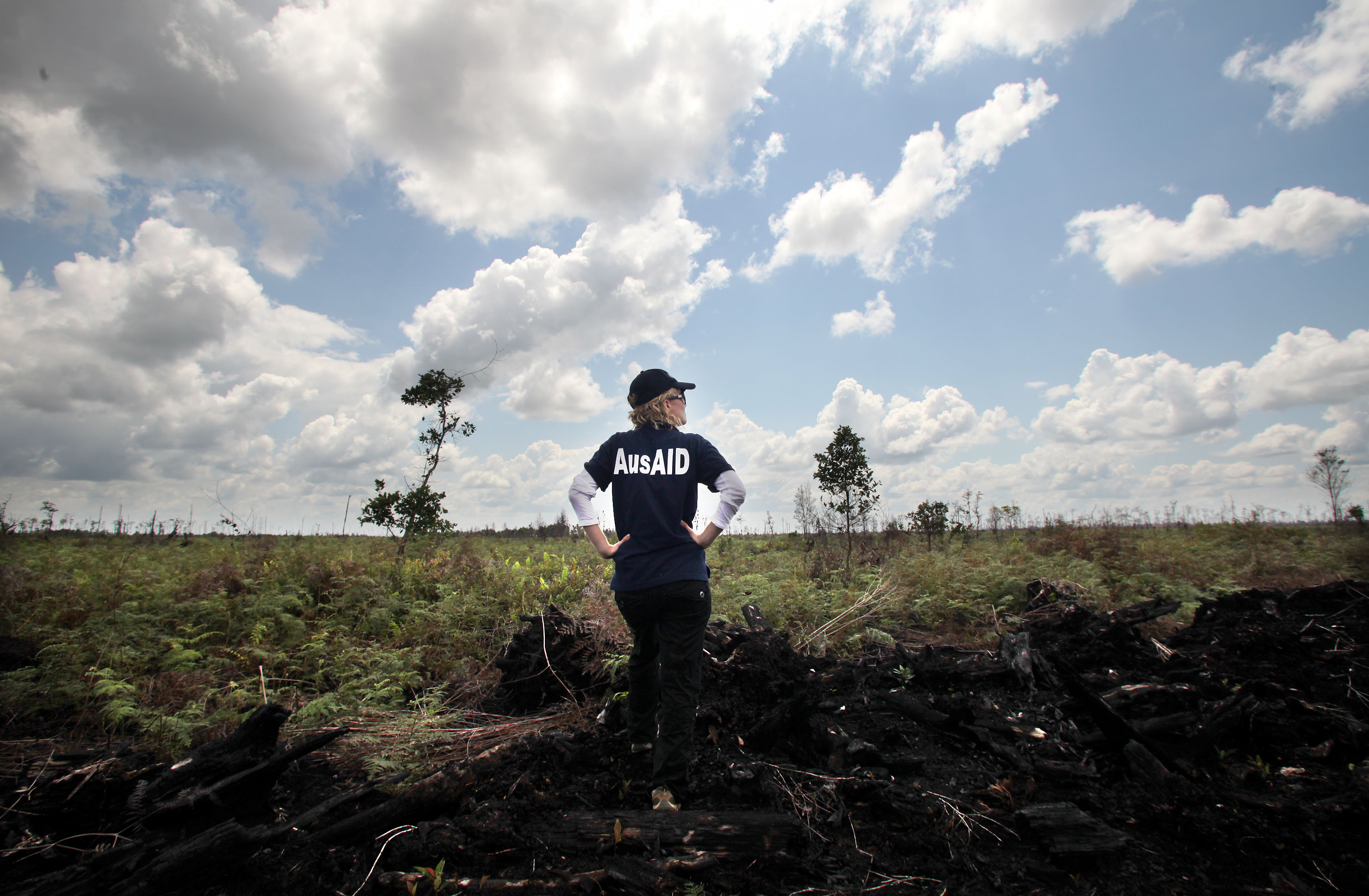
Fotografia de 2009, com uma agente da AusAID vistoriando uma área degradada por fogo e atividades agrícolas na região de Calimantã Central, na Indonésia.

Em 2008, a Austrália firmou com a Indonésia a "Indonesia-Australia Forest Carbon Partnership" ("Parceria Indonésia-Austrália de Florestas de Carbono", conhecida pela sigla IAFCP), no contexto de sua política externa voltada ao financiamento climático. A iniciativa surgiu com grandes expectativas e foi anunciada como uma contribuição significativa à agenda global de REDD+ (Redução de Emissões por Desmatamento e Degradação Florestal).
O elemento central da parceria foi um programa, chamado KFCP, focado nas florestas da região de Calimantã, concebido como um projeto de demonstração em grande escala para a conservação de turfeiras tropicais, reflorestamento de áreas degradadas e o estabelecimento de um sistema pagamentos por desempenho vinculados à redução de emissões. Ao lado do KFCP, a parceria também incluiu apoio técnico e financeiro ao desenvolvimento do Sistema Nacional de Contabilidade de Carbono da Indonésia (INCAS), com o objetivo de fortalecer as capacidades institucionais para mensuração e monitoramento de emissões florestais.
Apesar do apoio político inicial e do investimento de cerca de 65 milhões de dólares australianos, o projeto enfrentou sérias dificuldades desde sua concepção. O KFCP, embora tenha promovido pesquisas relevantes e contribuído para o entendimento local sobre REDD+, nunca chegou a operacionalizar plenamente os pagamentos por desempenho, seu objetivo principal. Os incentivos financeiros oferecidos às comunidades locais não foram atrelados a métricas mensuráveis de redução de emissões, e atores governamentais subnacionais, como a administração distrital da regência de Kapuas, foram em grande parte ignorados no desenho das ações. Além disso, a integração entre o KFCP e o programa INCAS foi limitada, o que enfraqueceu o potencial do projeto de combinar ações práticas com desenvolvimento técnico-científico.
Em 2014, com a mudança do cenário político na Austrália após a eleição de Tony Abbott, e com o enfraquecimento do apoio ao financiamento climático, a parceria foi encerrada de forma abrupta pelo governo australiano, antes mesmo da chegada da nova coalizão de governo.
- Alterações climáticas na Austrália
- Financiamento climático
- Relações entre Austrália e China